# 運輸政策審議会答申第18号
運輸政策審議会答申第18号（うんゆせいさくしんぎかいとうしんだい18ごう）は、運輸政策審議会が平成12年（2000年）1月27日に行った答申である。答申は東京圏において2015年（平成27年）までに整備すべき鉄道路線を列挙している。
答申には『東京圏における高速鉄道を中心とする交通網の整備に関する基本計画について』（とうきょうけんにおけるこうそくてつどうをちゅうしんとするこうつうもうのせいびにかんするきほんけいかくについて）という題が付されている。
ここで言う「高速鉄道」は新幹線やTGVなどの高速鉄道ではなく、JR在来線・私鉄・地下鉄を総称した「都市高速鉄道」のことである。

## 概要

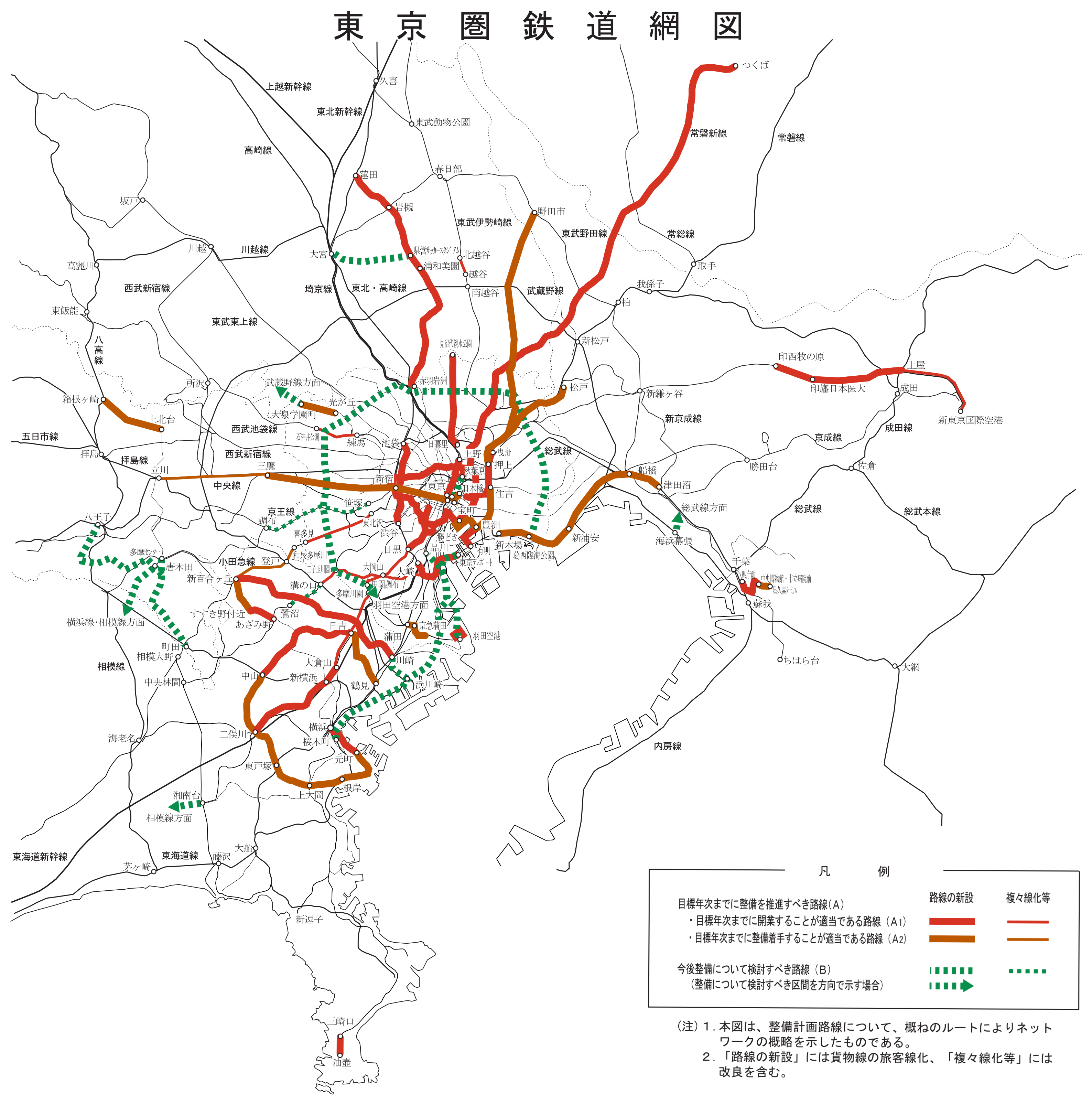
答申の付図「東京圏鉄道網図」

東京圏における鉄道網の整備は、昭和60年（1985年）の運輸政策審議会答申第7号に基づき、平成12年（2000年）を目標年次として推進されてきた。これにより、東京圏主要31区間のピーク時1時間の平均混雑率が、昭和60年の212パーセントから平成10年（1998年）には183パーセントにまで改善されるなど、相当程度の成果は得られた。しかし、依然として以下のような課題が残っていた。
- ピーク時の平均混雑率は、平成4年（1992年）の運輸政策審議会答申第13号で長期的な目標とされた150パーセントには達していない。また、個別路線ごとに見ると、混雑率が200パーセントを上回る路線が多数残っていた。
- ピーク時のダイヤが線路容量の限界に近い路線もあった。このような路線ではピーク時の表定速度が著しく低く、また遅延が生じた場合の回復に長時間を要していた。
- 東京圏の夜間人口が引き続き外延化し、通勤・通学の平均所要時間が増加した。
- 空港への鉄道アクセスの利便性が十分でなかった。

これらの課題を踏まえて、平成10年（1998年）11月25日に川崎二郎運輸大臣（当時）が諮問を行い、これを受けて運輸政策審議会が審議を行い、平成12年（2000年）1月27日に答申第18号をとりまとめた。この答申で提示された計画の対象及び目標年次は次の通りである。
- 対象地域は、東京都心部を中心とするおおむね半径50キロメートルの範囲。
- 対象交通機関は、高速鉄道を中心とした、モノレール、新交通システム、路面電車などを含む鉄・軌道。
- 目標年次は2015年（平成27年）。

この答申の16年後である2016年に、次期答申である「交通政策審議会答申第198号」が出されている。

## 答申路線と現状
整備対象とする路線について、区間ごとに「目標年次までに開業することが適当な路線」（A1）・「目標年次までに整備着手することが適当である路線」（A2）・「今後整備について検討すべき路線」（B）とランク付けがされている。
| #                | 路線名 | 区間 | ランク    | 現状 | 次期答申                                                   |
| 高速鉄道         | 高速鉄道 | 高速鉄道 | 高速鉄道  | 高速鉄道 | 高速鉄道                                                   |
| ---------------- | --- | --- | --------- | --- | ---------------------------------------------------------- |
| 1                | 横浜3号線の延伸 | あざみ野駅 - すすき野付近 - 新百合ヶ丘駅                                                                                 | A1・A2    | 2019年1月、事業化を決定 | ○                                                          |
| 2                | みなとみらい21線の建設 | 横浜駅 - みなとみらい中央駅（現・みなとみらい駅） - 元町駅（現・元町・中華街駅）                                         | A1        | 開業済 | -                                                          |
| 3                | 横浜環状鉄道（仮称）の新設 | 元町駅 - 根岸駅 - 上大岡駅 - 東戸塚駅 - 二俣川駅 - 中山駅 - 日吉駅 - 鶴見駅                                              | A1・A2    | 中山駅 - 日吉駅間は横浜市営地下鉄グリーンラインとして開業。その他の区間は未着手 | ○（鶴見駅 - 日吉駅、中山駅 - 元町・中華街駅）              |
| 4                | 相模鉄道いずみ野線の延伸 | 湘南台駅 - 相模線方面 | B         | 2012年、湘南台駅 - 慶應義塾大学湘南藤沢キャンパス(SFC)付近を単線で整備するという方針が出された | ○（湘南台駅 - 倉見駅）                                     |
| 5                | 神奈川東部方面線（相鉄新横浜線、東急新横浜線）の新設                                                                                 | 二俣川駅 - 新横浜駅 - 大倉山駅                                                                                           | A1        | 起点を西谷駅、終点を日吉駅に変更した上で着工済。西谷駅 - 羽沢横浜国大駅間は2019年11月30日開業、羽沢横浜国大駅 - 新横浜駅 - 日吉駅の区間は2023年3月18日開業 | -                                                          |
| 6                | 東京急行電鉄（a）東横線の複々線化及び （b）目蒲線（現・目黒線）の改良                                                                | （a）多摩川園駅（現・多摩川駅） - 日吉駅 - 大倉山駅 （b）目黒駅 - 大岡山駅 - 田園調布駅                                  | A1        | 目蒲線改良と多摩川駅 - 日吉駅の複々線化は完成。 日吉駅 - 大倉山駅複々線化は神奈川東部方面線との接続が日吉駅に変更されたため未着手 | -                                                          |
| 7                | 川崎縦貫鉄道（仮称）の新設 | 川崎駅 - 元住吉駅 - 宮前平駅 - 新百合ヶ丘駅                                                                              | A1        | 2001年新百合ヶ丘駅 - 元住吉駅間の鉄道事業許可を取得するが、経由地を元住吉駅から武蔵小杉駅に変更するために事業廃止。2015年、川崎市の財政事情から計画を休止、2018年計画廃止 | ×                                                          |
| 8                | 京浜急行電鉄久里浜線の延伸 | 三崎口駅 - 油壺駅 | A1        | 2005年事業廃止届出、2016年延伸事業の凍結決定 | ×                                                          |
| 9                | 東京1号線（浅草線）の東京駅接着 | 宝町駅・日本橋駅 - 東京駅                                                                                                | A2        | 後の検討で南側の分岐駅を東銀座駅に変更。 「都心直結線の新設」（押上駅 - 新東京駅 - 泉岳寺駅）に計画変更 | △（押上駅 - 東京駅 - 泉岳寺駅）                            |
| 10               | 東京6号線（三田線）の建設 | （目黒駅 - ） 白金高輪駅 - 三田駅                                                                                        | A1        | 開業済 | -                                                          |
| 11               | 東京7号線（南北線・埼玉高速鉄道線）の（a）建設及び（b）延伸                                                                          | （a） 目黒駅 - 白金高輪駅 - 溜池山王駅、赤羽岩淵駅 - 浦和美園駅 （b）浦和美園駅 - 岩槻駅 - 蓮田駅                        | A1        | （a）開業済 （b）2012年内に事業着手するとしていたが、5年後の2017年に延期され、その後も未着手、2019年にさいたま市長清水勇人は、浦和美園駅 - 岩槻駅間について、延伸に前向きな姿勢を示す | ○（浦和美園駅 - 蓮田駅）                                   |
| 12               | 東京8号線の（a）建設（有楽町線分岐線）及び（b）複々線化（西武池袋線）                                                                | （a）豊洲駅 - 住吉駅 （- 押上駅 -） 四ツ木 - 亀有駅 - 野田市駅 (b)石神井公園 - 練馬駅                                    | A1・A2    | （a）住吉駅 - 押上駅間は半蔵門線として開業済。その他の区間は未着手 （b）完成済 | ○（豊洲駅 - 住吉駅・押上駅 - 野田市駅）                    |
| 13               | 東京9号線の（a）複々線化（小田急小田原線）及び（b）延伸（小田急多摩線）                                                              | (a）東北沢駅 - 喜多見駅 ・和泉多摩川駅 - 新百合ヶ丘駅 （b）唐木田駅 - 横浜線・相模線方面                                 | A1・A2・B | 東北沢駅 - 喜多見駅間、和泉多摩川駅 - 登戸駅間は完成済、登戸駅 - 向ヶ丘遊園駅間は3線化。その他の区間は未着手 | ○（登戸駅 - 新百合ヶ丘駅・唐木田駅 - 相模原駅 - 上溝駅）   |
| 14               | 東京10号線（京王線）の複々線化 | 笹塚駅 - 調布駅 | B         | 笹塚駅 - つつじヶ丘駅は笹塚駅 - 仙川駅間の連続立体交差事業（2022年度完了予定）の完成後に着手予定。つつじヶ丘駅 - 調布駅間は未着手 | ○                                                          |
| 15               | 東京11号線（半蔵門線）の延伸 | 水天宮前駅 - 住吉駅 - 押上駅 - 四ツ木 - 松戸駅                                                                           | A1 ・A2   | 水天宮前駅 - 押上駅は開業済。押上駅 - 松戸駅は未着手 | ○（押上駅 - 松戸駅）                                       |
| 16               | 東京急行電鉄（a）田園都市線の複々線化及び （b）大井町線の改良                                                                        | （a）二子玉川園駅（現・二子玉川駅） - 溝の口駅 - 鷺沼駅 （b）大井町駅 - 大岡山駅 - 二子玉川園駅                          | A1・B     | 大井町線改良と二子玉川駅 - 溝の口駅間の複々線化は完成済。溝の口駅 - 鷺沼駅間は未着手 | ○（溝の口駅 - 鷺沼駅）                                     |
| 17               | 東武鉄道伊勢崎線の複々線化 | 業平橋駅（現とうきょうスカイツリー駅）（押上駅） - 曳舟駅、越谷駅 - 北越谷駅                                             | A1        | 完成済 | -                                                          |
| 18               | 東京12号線（大江戸線）の（a）建設及び（b）延伸                                                                                       | （a）都庁前駅 - 新宿西口駅 - 飯田橋駅 - 門前仲町駅 - 青山一丁目駅 - 新宿駅 （b）光が丘駅 - 大泉学園町 - 武蔵野線方面     | A1・A2    | （a）開業済 （b）光が丘駅 - 大泉学園町駅（仮称）間は導入空間となる東京都市計画道路補助230号線の整備が進む | ○（光が丘駅 - 大泉学園町 - 東所沢駅）                      |
| 19               | 東京13号線（副都心線）の延伸 | 池袋駅 - 新宿三丁目駅 - 渋谷駅                                                                                           | A1        | 開業済 | -                                                          |
| 20               | 京浜急行電鉄空港線と東京急行電鉄目蒲線（現東急多摩川線）を短絡する路線（蒲蒲線）の新設                                               | 大鳥居駅 - 京急蒲田駅 - 蒲田駅                                                                                           | A2        | 本答申では、全線を狭軌(1067mm)で建設し、大鳥居駅で京急空港線と乗り換えとしていたが、2015年現在、大田区では第1期として矢口渡駅 - 京急蒲田駅を狭軌で建設し東急多摩川線を乗り入れ、第2期で京急蒲田駅 - 大鳥居駅を標準軌(1435mm)で建設しフリーゲージトレインで京急空港線に乗り入れる計画としている | ○（新空港線）                                              |
| 21               | 区部周辺部環状公共交通（メトロセブン・エイトライナー）の新設                                                                         | 葛西臨海公園駅 - 赤羽駅 - 田園調布駅 - 羽田空港方面                                                                      | B         | 未着手 | ○（葛西臨海公園駅 - 赤羽駅 - 田園調布駅）                  |
| 22               | （a）東京臨海高速鉄道臨海副都心線（現・東京臨海高速鉄道りんかい線）の建設及び （b）羽田アクセス新線（仮称）の新設                    | （a）東京テレポート駅 - 天王洲駅（現・ 天王洲アイル駅） - 大崎駅 （b）東京テレポート駅 - 東京貨物ターミナル駅 - 羽田空港 | A1・B     | （a）開業済 （b）JR東日本は羽田空港アクセス線（仮称）の「アクセス新線」として、2021年に東京貨物ターミナル駅 - 羽田空港新駅（仮称）の第1種鉄道事業許可を取得 | △（田町駅付近・大井町駅付近・東京テレポート駅 - 羽田空港） |
| 23               | （a）JR京葉線の中央線方面延伸及び （b）総武線・京葉線接続新線（仮称）の新設及び （c）中央線の複々線化                                | （a）三鷹駅 - 新宿駅 - 東京駅 （b）新木場駅 - 新浦安駅 - 船橋駅 - 津田沼駅 （c）立川駅 - 三鷹駅                          | A2        | 未着手 | ○                                                          |
| 24               | JR東北線、高崎線及び常磐線の東京駅延伸（上野東京ライン）                                                                             | 上野駅 - 東京駅 | A1        | 完成済 | -                                                          |
| 25               | 常磐新線の（a）建設及び（b）延伸 | （a）秋葉原駅 - 北千住駅 - 守谷駅 - つくば駅 （b）東京駅 - 秋葉原駅                                                      | A1・B     | （a）開業済・（b）未着手 | ○（東京駅 - 秋葉原駅）                                     |
| 26               | 北総開発鉄道（現・北総鉄道）北総・公団線（現・北総線）を延伸し新東京国際空港（現成田国際空港）へ至る路線の新設（成田スカイアクセス） | 印西牧の原駅 - 印旛日本医大駅 - 土屋（成田高速鉄道アクセスと成田空港高速鉄道の接続点） - 新東京国際空港                  | A1        | 開業済 | -                                                          |
| 27               | （a）東海道貨物支線の旅客線化等及び （b）川崎アプローチ線の新設                                                                      | （a）品川駅・東京テレポート駅 - 浜川崎駅 - 桜木町駅 （b）浜川崎駅 - 川崎新町駅 - 川崎駅                                  | B         | 未着手 | ○                                                          |
| 中量軌道システム | | |           | |                                                            |
| 28               | 東京モノレール羽田線（現・東京モノレール羽田空港線）の建設                                                                           | 新東ターミナル（現・羽田空港第2ターミナル駅） - 羽田空港駅（西ターミナル）（現・羽田空港第1ターミナル駅）                | A1        | 開業済 | -                                                          |
| 29               | ゆりかもめ東京臨海新交通臨海線の延伸                                                                                                 | 有明駅 - 豊洲駅 - 勝どき駅                                                                                               | A1・A2    | 有明駅 - 豊洲駅は開業済。豊洲駅 - 勝どき駅は「都心部・臨海地域地下鉄構想」（臨海部 - 銀座駅 - 東京駅）と競合するため、2015年7月、東京都は「整備について検討すべき路線」から外した | ×                                                          |
| 30               | 多摩都市モノレールの延伸 | 上北台駅 - 箱根ケ崎駅、多摩センター駅 - 八王子駅、多摩センター駅 - 町田駅                                                | A2・B     | 上北台駅 - 箱根ケ崎駅は2020年に事業着手。その他の区間は導入空間の確保が進んでいる | ○                                                          |
| 31               | 日暮里舎人線（現・日暮里・舎人ライナー）の建設                                                                                       | 日暮里駅 - 見沼代親水公園駅                                                                                              | A1        | 開業済 | -                                                          |
| 32               | 東西交通大宮ルート（仮称）の新設 | 大宮駅 - さいたま新都心駅 - 県営サッカースタジアム（現・埼玉スタジアム2002）                                             | B         | さいたま市ではLRTを導入するとしているが、2020年東京オリンピックに合わせてBRTの導入も検討している | ○                                                          |
| 33               | 幕張地区の新しい交通システムの新設                                                                                                   | 海浜幕張駅 - 総武線方面                                                                                                  | B         | 未着手 | ×                                                          |
| 34               | 千葉都市モノレールの延伸 | 県庁前 - 中央博物館・市立病院前 - 星久喜ターミナル                                                                       | A1・A2    | 2001年事業認可を取得したものの、ルート変更によって2006年事業認可取り消し、2009年延長事業を凍結。2018年に県庁前駅-青葉の森病院間において再検討されたが、2019年に延伸計画を正式廃止 | ×                                                          |

注釈
1. ↑  2016年に交通政策審議会・東京圏における今後の都市鉄道のあり方に関する小委員会から出された第198号答申[2]において、「国際競争力の強化に資する鉄道ネットワークのプロジェクト」、「地域の成長に応じた鉄道ネットワークの充実に資するプロジェクト」として取り上げられている路線は○、大幅に変更が加えられた路線は△、プロジェクトの中止・凍結により削除された路線は×、開業済・完成済の路線は - としている。
2. ↑  A1（あざみ野駅 - すすき野付近）・A2（すすき野付近 -　新百合ヶ丘駅）
3. ↑  A1（中山駅 - 日吉駅）、A2（元町駅 - 中山駅・日吉駅 - 鶴見駅）
4. ↑  目黒駅 - 白金高輪駅は東京7号線との共用区間
5. ↑  住吉駅 - 四ツ木は東京11号線との共用区間
6. ↑  A1（西武池袋線の複々線化・住吉駅 - 押上駅・A2（豊洲駅 - 住吉駅・押上駅 - 野田市駅）
7. ↑  A1（東北沢駅 - 喜多見駅）・A2（和泉多摩川駅 - 新百合ヶ丘駅）・B（多摩線延伸）
8. ↑  A1（水天宮前駅 - 押上駅）、A2（押上駅 - 松戸駅）
9. ↑  A1（大井町駅 - 二子玉川園駅 - 溝の口駅）・B（溝の口駅 - 鷺沼駅）
10. ↑  A1（都庁前駅 - 新宿駅）・A2（光が丘駅 - 大泉学園町）・B（大泉学園町 - 武蔵野線方面）
11. ↑  A1（臨海副都心線）・B（羽田アクセス新線）
12. ↑  A1（秋葉原駅 - つくば駅）・B（東京駅 - 秋葉原駅）
13. ↑  浜川崎駅 - 川崎新町駅は南武線の改良、川崎新町駅 - 川崎駅は路線の新設
14. ↑  A1（有明駅 - 豊洲駅）、A2（豊洲駅 - 勝どき駅）
15. ↑  A2（上北台駅 - 箱根ケ崎駅）、B（多摩センター駅 - 八王子駅・町田駅）
16. ↑  A1（県庁前 - 中央博物館・市立病院前）・A2（中央博物館・市立病院前 - 星久喜ターミナル）